# Workingman's Death
Workingman's Death è un film documentario del 2005 scritto e diretto da Michael Glawogger che presenta cinque ritratti sul lavoro manuale nel XXI secolo.
È stato presentato nella sezione Orizzonti alla Mostra del Cinema di Venezia e nella selezione ufficiale del Toronto Film Festival. Ha vinto il Premio Grierson, assegnato dal British Film Institute al miglior documentario presentato al London Film Festival.
È uscito nelle sale cinematografiche italiane il 7 luglio 2006 ed è stato distribuito in DVD dalla Cecchi Gori Home Video.

## Trama

### Cinque ritratti sul lavoro nel XXI secolo (5 bilder zur arbeit im 21. jahrhudert)
Il documentario si apre su immagini d'epoca sovietiche, con i lavoratori che promettono fieramente di raggiungere nuovi record di produzione.
Quindi mostra la seguente citazione:
(William Faulkner)

### Capitolo 1: Eroi (Helden)
Donbass, Ucraina.
Uomini strisciano in angusti tunnel soprannominati "trappole per topi" per estrarre il carbone da miniere ufficialmente chiuse. È un lavoro faticoso, per di più illegale, da cui riescono a ricavarne giusto per sopravvivere.
Si tratta delle miniere nelle quali lavorò negli anni trenta l'Eroe del Lavoro Socialista Aleksej Grigor'evič Stachanov, dando inizio allo stacanovismo.
Mentre una nuova coppia di sposi, come da tradizione, depone ai piedi della statua a lui dedicata un bouquet di fiori, un gruppo di minatori festeggia la pensione di uno di loro bruciando il suo equipaggiamento da lavoro.

### Capitolo 2: Fantasmi (Geister)
Kawah Ijen, Indonesia.
File di uomini con contenitori di bambù in spalla salgono e scendono lungo le pendici di un vulcano. Immersi nei vapori malsani, estraggono dal cratere lo zolfo che trasportano poi a valle, alla stazione di pesatura.
A seconda dell'età, dell'esperienza e della forza, possono trasportare fra le 155 e le 255 libbre di zolfo, per più di tre miglia di sentiero.
Su quello stesso sentiero, le file di lavoratori incrociano quelle dei turisti che si godono la bellezza dello scenario naturale. I lavoratori stessi sono un'attrazione turistica e per qualche sigaretta o pochi soldi si prestano volentieri ad essere fotografati, oppure vendono statuette scolpite nello zolfo.
In qualche modo, pur essendo impegnati in un lavoro così arcaico, sono raggiunti dalla globalizzazione. Uno dei portatori più giovani veste una maglietta dell'Inter ed è appassionato di Bon Jovi.

### Capitolo 3: Leoni (Löwen)
Port Harcourt, Nigeria.
In un enorme, affollato macello a cielo aperto bovini ed ovini vengono sgozzati, macellati, puliti, arrostiti e venduti, in un'articolata divisione del lavoro che coinvolge centinaia di persone, come
Ishaq Mohammed, che nel giro di una giornata può uccidere qualche centinaio di capre, o come uno degli uomini che lavano le teste di vacca, che lavora anche come moto-taxista.
Uno dei macellai riassume così il senso di questo luogo e del proprio lavoro: «Chi è nato con e attraverso il sangue proverà ogni tipo di sofferenza. Specialmente se è venuto al mondo in un posto che deve ancora conoscere la civilizzazione. Siamo nati nella sofferenza perché in questo Paese niente è come dovrebbe essere. Quindi ognuno qui fa il suo lavoro con pazienza. E se Dio nella sua infinita grazia ci dovesse concedere fortuna così sia.»

### Capitolo 4: Fratelli (Brüder)
Gaddani, Pakistan.
Sulle coste del Belucistan, enormi petroliere in disuso vengono smantellate per riutilizzarne il metallo. Gli operai sono in gran parte di etnia pashtun, provenienti dalle montagne del nord del paese.
È un lavoro duro, pericoloso («Questo lavoro è la morte stessa [...] La morte è sempre con noi»), mal retribuito, nel quale è fondamentale la collaborazione, per riuscire ad avere la meglio, pezzo dopo pezzo, su quelle gigantesche imbarcazioni: «Siamo come fratelli. E dobbiamo avere fiducia in noi. In fondo siamo tutto ciò che abbiamo. Se uno dei colleghi ha un problema ci riuniamo tutti e vediamo cosa possiamo fare e se possiamo risolvere il problema. Non ci sono mai litigi tra gli operai. Litigare ci ruberebbe solo le energie, cosa che non possiamo permetterci. Certamente è un lavoro di merda, ma nonostante ciò andiamo molto d'accordo.»
Per sopportare una vita così difficile, non rimane che affidarsi a Dio: «Cosa è bene e cosa è male lo sa solo Allah. Facciamo il nostro lavoro e il resto è nelle mani di Dio.»

### Capitolo 5: Futuro (Zukunft)
Liaoning, Cina. In un paese lanciato in uno straordinario sviluppo economico, nelle acciaierie di Angang gli operai sono consapevoli dei cambiamenti dovuti al passaggio dall'economia pianificata all'economia di mercato, ma sembrano credere alla propaganda governativa e ad un futuro di progresso, benessere e prosperità.
Uno dei vecchi operai si dice pronto a sacrificarsi come gli eroi del lavoro del passato, ma ammette che i propri figli potrebbero non seguire la stessa strada.

### Capitolo 6: Epilogo (Epilog)
Duisburg, Germania.
Mentre in Cina le acciaierie sono ancora in piena attività, nel cuore industriale della Vecchia Europa, le acciaierie Duisburg-Meiderich, che hanno lavorato dall'inizio del Novecento fino alla metà degli anni ottanta, sono state trasformate in un Parco paesaggistico (Landschaftspark). Oggi le luci che illuminano di notte il complesso industriale non sono più quelle degli altiforni in funzione 24 ore su 24, ma un'affascinante installazione artistica. Nelle acciaierie risuonano solo le voci dei turisti, non più i rumori dei macchinari.
È quello della Cina o piuttosto questo, il futuro del lavoro manuale?

## Riconoscimenti
- London Film Festival 2005: Grierson Award

L'autorevole rivista del British Film Institute Sight & Sound l'ha indicato fra i trenta film chiave del primo decennio del XXI secolo.